# Parafia św. Idziego w Bałdrzychowie
Parafia św. Idziego w Bałdrzychowie – parafia rzymskokatolicka, znajdująca się w archidiecezji łódzkiej, w dekanacie poddębickim.
Według stanu na miesiąc luty 2017 liczba wiernych w parafii wynosiła 1470 osób.